# Eublemma hemichiona
Eublemma hemichiona là một loài bướm đêm trong họ Erebidae.